# Andestroepiaal
De andestroepiaal (Oreopsar bolivianus; synoniem: Agelaioides oreopsar) is een zangvogel uit de familie Icteridae (troepialen).

## Verspreiding en leefgebied
Deze soort komt voor in de Andes van zuidwestelijk Bolivia, met name in Cochabamba, Chuquisaca en Potosí.